# چارلز جی. کلارک
چارلز گالووی کلارک (انگلیسی: Charles Galloway Clarke؛ ۱۰ مارس ۱۸۹۹ – ۱ ژوئیهٔ ۱۹۸۳) یک مدیر فیلم‌برداری اهل ایالات متحده آمریکا بود.

## فیلم‌شناسی
- تارزان و معشوقه‌اش (۱۹۳۴)
- معجزه در خیابان ۳۴ام (۱۹۴۷)
- تندر در میانکوه (۱۹۴۷)
- سادنلی (۱۹۵۴)